# Elitloppet 1972
Elitloppet 1972 var den 21:e upplagan av Elitloppet, som gick av stapeln söndagen den 28 maj 1972 på Solvalla i Stockholm. Finalen vanns av den amerikanska hästen Dart Hanover, körd och tränad av Berndt Lindstedt.
1972 års Elitlopp saknade många internationella stora namn. Från början hade intresse visats från de amerikanska hästarna Speedy Crown (som vunnit Hambletonian 1971), Fresh Yankee (som vann Elitloppet 1969) och Dayan, men dessa tvingades allihop att tacka nej på grund av kvardröjande effekt av den hjärnvirusepizooti som härjat i USA året innan. Alla hästar från andra sidan Atlanten hade därmed fått reseförbud. Från Frankrike tackade Tidalium Pélo och Une de Mai nej på grund av skador, och Keystone Spartan valde att stanna hemma i Italien.
Loppet handlade på förhand om två hästar, Lyon, körd och tränad av Olle Elfstrand, och Dart Hanover, körd och tränad av Berndt Lindstedt. När Dart Hanover segrade i finalheatet blev han den första svensktränade vinnaren på 18 år.
Även tröstloppet Elitloppet Consolation kördes detta år, för de hästar som deltagit i kvalheaten, men som inte lyckats kvala in till finalen.

## Upplägg och genomförande
Elitloppet är ett inbjudningslopp och varje år bjuds 16 hästar som utmärkt sig in till Elitloppet. Hästarna lottas in i två kvalheat, och de fyra bästa i varje försök går vidare till finalen som sker 2–3 timmar senare samma dag. Desto bättre placering i kvalheatet, desto tidigare får hästens tränare välja startspår inför finalen. Samtliga tre lopp travas sedan 1965 över sprinterdistansen 1 609 meter (engelska milen) med autostart (bilstart). I Elitloppet 1972 var förstapris i finalen 80 000 kronor, och 20 000 kronor i respektive kvalheat.

## Kvalheat 1
| P | S | Häst            | Kusk                   | Tränare                | Land      | Odds   | Tid     |
| - | - | --------------- | ---------------------- | ---------------------- | --------- | ------ | ------- |
| 1 | 1 | Lyon            | Olle Elfstrand         | Olle Elfstrand         | Sverige   | 5,47   | 1.15,5  |
| 2 | 7 | Mynttorg        | Clarence Cederblad     | Clarence Cederblad     | Sverige   | 22,70  | 1.16,2  |
| 3 | 6 | Zolimit         | Sören Nordin           | Sören Nordin           | Sverige   | 7,20   | 1.16,2  |
| 4 | 8 | Emter W         | Karl-Gustav Holgersson | Karl-Gustav Holgersson | Sverige   | 174,00 | 1.16,3  |
| 0 | 3 | Amyot           | Louis Sauve            | Louis Sauve            | Frankrike | 1,60   | 1.16,4  |
| 0 | 5 | Volnay II       | Claude Giffard         | Claude Giffard         | Frankrike | 61,40  | 1.16,7g |
| 0 | 4 | Atout du Moulin | Olle Lindqvist         | Olle Lindqvist         | Sverige   | 112,70 | 1.18,4  |
| d | 2 | Hoot Speed      | Berndt Lindstedt       | Berndt Lindstedt       | Sverige   | 3,90   | dgu     |

## Kvalheat 2
| P | S | Häst          | Kusk                | Tränare             | Land    | Odds  | Tid     |
| - | - | ------------- | ------------------- | ------------------- | ------- | ----- | ------- |
| 1 | 2 | Dart Hanover  | Berndt Lindstedt    | Berndt Lindstedt    | Sverige | 1,27  | 1.16,2  |
| 2 | 5 | Flight Chap   | Olle Lindqvist      | Olle Lindqvist      | Sverige | 27,20 | 1.16,6  |
| 3 | 7 | Big Elma      | Sören Nordin        | Sören Nordin        | Sverige | 4,40  | 1.16,9  |
| 4 | 6 | Cirene Bunter | Gunnar Nordin       | Gunnar Nordin       | Sverige | 30,00 | 1.17,1  |
| 0 | 1 | Nu Bangsbo    | Villy Pedersen      | Villy Pedersen      | Sverige | 21,20 | 1.17,3g |
| 0 | 4 | Fideel        | Georges de Soete    | Georges de Soete    | Belgien | 11,20 | 1.17,5  |
| 0 | 8 | Coachman      | Håkan Berger        | Håkan Berger        | Sverige | 28,80 | 1.17,6  |
| 0 | 3 | Brogan        | Per-Olof Gustafsson | Per-Olof Gustafsson | Sverige | -     | -       |

## Finalheat
| P | S | Häst          | Kusk                   | Tränare                | Land    | Odds   | Tid    |
| - | - | ------------- | ---------------------- | ---------------------- | ------- | ------ | ------ |
| 1 | 1 | Dart Hanover  | Berndt Lindstedt       | Berndt Lindstedt       | Sverige | 1,27   | 1.15,3 |
| 2 | 2 | Lyon          | Olle Elfstrand         | Olle Elfstrand         | Sverige | 3,60   | 1.15,5 |
| 3 | 6 | Big Elma      | Sören Nordin           | Sören Nordin           | Sverige | 14,50  | 1.15,6 |
| 4 | 4 | Flight Chap   | Olle Lindqvist         | Olle Lindqvist         | Sverige | 43,00  | 1.15,6 |
| 5 | 5 | Zolimit       | Jan Nordin             | Sören Nordin           | Sverige | 31,40  | 1.15,6 |
| 6 | 7 | Emter W       | Karl-Gustav Holgersson | Karl-Gustav Holgersson | Sverige | 174,00 | 1.16,3 |
| 7 | 3 | Mynttorg      | Clarence Cederblad     | Clarence Cederblad     | Sverige | 17,80  | 1.17,0 |
| 8 | 8 | Cirene Bunter | Gunnar Nordin          | Gunnar Nordin          | Sverige | 204,50 | dgu    |